# Tumak
Tumak (en rus: Тумак) és un poble de l'óblast d'Astracan, a Rússia, segons el cens del 2010 tenia 2.539 habitants.